# Cape Cod National Seashore
Die Cape Cod National Seashore (CCNS) ist eine von zwölf US-amerikanischen National Seashores. Sie umfasst 176 km² Teiche, Wald und Strand am Cape Cod in Massachusetts. Das CCNS umfasst nahezu 60 km Küste entlang des zum Atlantik gerichteten Bereichs des Cape Cod in den Orten Provincetown, Truro, Wellfleet, Eastham, Orleans und Chatham. 
Der Park wurde am 7. August 1961 von Präsident John F. Kennedy gegründet. Das CCNS wird vom National Park Service verwaltet, zum Schutz von Natur und Landschaft und zur touristischen Nutzung.
Erwähnenswerte Orte umgeben vom CCNS umfassen die Marconi Wireless Station Site (41°53'30" N, 69°57'48" W), die Stelle der ersten transatlantischen Radioübertragung und das Highlands Center for the Arts, früher die North Truro Air Force Station. Der Findling Doane Rock (41°50'40" N, 69°57'28" W) befindet sich auch auf dem Gebiet. 
Als Teil der NPS Centennial Initiative wird bis 2016 die Flussmündung des Herring Rivers durch die Entfernung von Deichen und Entwässerungsgräben aus dem Jahr 1909 renaturiert.